# Absolut majoritet
Absolut majoritet innebär att ett förslag vid en omröstning måste stödjas av mer än hälften av det totala antalet röster. I en beslutande församling innebär det mer än hälften av det totala antalet mandat/platser som ingår i församlingen.
Om endast ett val sker mellan två (eller flera alternativ) innebär detta ibland samma sak som enkel majoritet. Men vid absolut majoritet i en beslutande församling räknas inte de som avstår eller är frånvarande bort vid sammanräkningen: mer än hälften av antalet mandat ska uppnås oavsett om ledamöterna på respektive mandat är frånvarande eller avstår från att rösta. Detta till skillnad från proceduren för vad som gäller för räkning av antalet röster vid enkel majoritet. Uppnås endast relativ majoritet eller en sådan enkel majoritet för ett av alternativen så innebär detta i praktiken att omval företas mellan de alternativ som tillsammans uppnått absolut majoritet.
Om däremot flera val skall ske bland flera alternativ så kan inget enskilt alternativ få enkel majoritet, varvid den absoluta majoriteten innebär den lägsta möjliga siffra som fortfarande garanterar att endast de vakanta platserna fylls.
Kvalificerad majoritet innebär att ett förslag vid en omröstning måste antas av en majoritet som är större än enkel majoritet (hälften), till exempel 2/3 (66,67 %) eller 3/4 (75 %).
Exempel: Elva personer skall rösta i en fråga och det finns tre förslag till beslut. 
- Om 5 personer röstar på förslag A, 4 personer på förslag B och 2 personer på förslag C, så har förslag A fått stöd av en relativ majoritet (flest röster).
- Om däremot 6 personer röstar på förslag A föreligger absolut majoritet (mer än 50%).
- Om 7 personer röstar på förslag A, 2 personer på förslag B, 1 person på förslag C och 1 person inte är närvarande eller har ersatts föreligger kvalificerad majoritet med ⅔. Minst två tredjedelar av de närvarande röstberättigade (som här är 10) måste rösta på förslag A, och eftersom detta matematiskt blir 6,667 personer måste 7 personer rösta på förslag A.